# マリア・カレーナ
マリア・カレーナ（Maria Carena, 1891年8月8日 - 1966年10月9日）は、イタリアのソプラノ歌手。
ピョッサスコの出身。ヴィルジニア・フェルニ＝ジェルマーノに声楽を学び、1917年にトリノのチアレラ劇場でジュゼッペ・ヴェルディの《イル・トロヴァトーレ》のレオノーラ役を歌って初舞台を踏んだ。1918年にローマのコスタンツィ劇場でジョアキーノ・ロッシーニの《エジプトのモーゼ》にアナイーデ役として出演して成功を収め、ナポリ、ブエノスアイレス、リスボン等の歌劇場に招かれるようになった。1922年にはスカラ座にデビューし、ジャコモ・プッチーニの《修道女アンジェリカ》や《外套》のジョルジェッタ役、リヒャルト・ワーグナーの《ローエングリン》のエルザ役、アッリーゴ・ボーイトの《ネローネ》のアリステア役などを歌って名声を確立した。1930年には《イル・トロヴァトーレ》の全曲レコーディングを行っている。第二次世界大戦が勃発すると、次第に舞台から遠ざかった。
ローマにて没。

## 註
1. ↑  “CARENA, Maria”. 2017年12月30日時点のオリジナルよりアーカイブ。2017年12月30日閲覧。
2. ↑  マリア・カレーナ - Discogs（英語）
3. ↑  “Carena, Maria (1891 - 1966), soprano”. 2017年12月30日時点のオリジナルよりアーカイブ。2017年12月30日閲覧。

| スタブアイコン | サブスタブ | この項目は、まだ閲覧者の調べものの参照としては役立たない、人物に関連した書きかけの項目です。この項目を加筆・訂正などしてくださる協力者を求めています（P:人物伝/PJ:人物伝）。 |